# Чертковський район
Чертковський район (рос. Чертковский район) — адміністративна одиниця у складі Ростовської області Російської Федерації з центром у селищі Черткові.

## Географія
Чертковський район розташований на північному заході Ростовської області. Район межує на півночі — з Воронезькою областю, на південному сході — з Кашарським та на північному сході з Верхньодонським районами Ростовської області. На заході район межує з Луганською областю України; протяжність державного кордону становить 76 км.
Площа району становить 2766 км². Протяжність району зі сходу на захід становить близько 80, зі сходу на захід — близько 60 км.